# インフレ削減法
インフレ削減法（英語: Inflation Reduction Act of 2022、IRA）またはインフレ抑制法は、アメリカ合衆国の連邦法である。連邦政府予算の財政赤字の削減、処方薬の価格の引き下げ、国内のエネルギー生産への投資とクリーンエネルギーの促進を行うことを目的としている。IRAはアメリカ合衆国第117議会で可決し、ジョー・バイデン大統領の署名により2022年8月16日に成立した。
この予算調整法案は、チャック・シューマー（民主党、ニューヨーク州選出）とジョー・マンチン（民主党、ウェストバージニア州選出）により提案された。この法案は提案されていたビルド・バック・ベター法に関する交渉の結果として生まれたもので、元の法案はマンチンの反対により当初の提案から縮小され、包括的に見直された。インフレ削減法は、ビルド・バック・ベター法への修正案として提出され、法案の条文が差し替えられた。すべての民主党議員が上院と下院の両院でこの法案に賛成票を投じたが、投票したすべての共和党議員は反対票を投じた。インフレ削減法は画期的な法律であると評された。
非党派の議会予算局（CBO）と両院合同租税委員会（JCT）によると、この法律は、物価を下げるために税制改革と処方薬改革により7,380億ドルを調達し、総歳出として8,910億ドルを承認する。これには、エネルギーと気候変動に7,830億ドル、アフォーダブル・ケア法（ACA）の補助金3年間が含まれる。インフレ削減法は、気候変動への対策としてはアメリカ合衆国史上最大の投資となる。複数の独立した分析によると、この法律により、2030年のアメリカの温室効果ガスの排出量が2005年比で約40%削減されると予測されている。また、内国歳入庁（IRS）の大幅な拡充も含まれており、最近の退職者数万人を補充する最大8万7000人の新規雇用が含まれる。これにより、2024年7月までに、富裕層やその他の高額所得者から10億ドル以上の滞納税が徴収された。この法律は、一般的には2022年から2023年までのインフレ率を低下させたとは考えられていないが、一部の経済学者は中長期的にインフレ率を低下させると予測している。また、アメリカの家庭の光熱費は10年間で600ドル節約できると予想された。
この法律の導入後、アメリカで再生可能エネルギーや電気自動車などのクリーン技術への投資が増加した。しかしながら、気候変動を否定する第2次トランプ政権が署名した1つの大きく美しい法案により、インフレ削減法に関する不確実性が高まっている。